# (11307) Erikolsson
(11307) Erikolsson est un astéroïde de la ceinture principale.

## Description
(11307) Erikolsson est un astéroïde de la ceinture principale. Il fut découvert le 19 mars 1993 à La Silla par le programme UESAC. Il présente une orbite caractérisée par un demi-grand axe de 2,46 UA, une excentricité de 0,10 et une inclinaison de 4,7° par rapport à l'écliptique.

## Compléments